# Скеля (фільм)
Скеля (англ. The Rock) — американський пригодницький бойовик 1996 року режисера Майкла Бея. У головних ролях знялися Шон Коннері та Ніколас Кейдж.

## Сюжет
Група колишніх морпіхів захопила 81 заручника і вантаж, що складається з хімічної зброї. Вони знаходяться на території колишньої в'язниці «Алькатрас» і вимагають викуп у розмірі 100 мільйонів доларів. Їх зупинити під силу тільки колишньому в'язню «Алькатраса» і за сумісництвом агенту британської розвідки. Одного разу йому вже вдалося втекти з цієї неприступної фортеці, і він знає там кожен кут. А допомагати йому буде Стенлі Гудспід, фахівець з хімічної зброї.

## Актори
| Актор             | Роль                                 |
| ----------------- | ------------------------------------ |
| Шон Коннері       | капітан Джон Патрік Мейсон           |
| Ніколас Кейдж     | агент ФБР Стенлі Гудспід             |
| Ед Гарріс         | бригадний генерал Френсіс Гаммел     |
| Джон Спенсер      | директор ФБР Джеймс Вомак            |
| Девід Морс        | майор Том Бакстер                    |
| Вільям Форсайт    | агент ФБР Ернест Пакстон             |
| Майкл Б'єн        | командор Чарльз Андерсон             |
| Ванесса Марсел    | Карла Песталоцці (наречена Гудспіда) |
| Джон Макгінлі     | капітан Гендрікс                     |
| Грегорі Спорледер | капітан Фрай                         |
| Тоні Тодд         | капітан Дарроу                       |
| Бокім Вудбайн     | сержант Крісп                        |
| Грег Коллінс      | рядовий Гембл                        |
| Брендан Келлі     | рядовий Кокс                         |
| Стів Гарріс       | рядовий Маккой                       |
| Джим Маніачі      | рядовий Скарпетті                    |
| Стюарт Вілсон     | генерал Ел Крамер                    |
| Денні Нуччі       | лейтенант Шепард                     |
| Клер Форлані      | Джейд Ангелоу                        |
| Стенлі Андерсон   | президент                            |
| Ксандер Берклі    | Лоннер                               |
| Філіп Бейкер Голл | голова суду                          |
| Ентоні Кларк      | Пол                                  |
| Сем Віппл         | Ларрі Гендерсон                      |
| Віллі Гарсон      | Френсіс Рейнольдс                    |
| Джеймс Кевізел    | пілот Ф-18                           |